# 文沖站
文冲站是廣州地鐵5號線的一个车站，位於中國廣東省广州市黃埔區大沙地东路石化路口的地底，於2009年12月28日随五号线通车而啟用。

## 车站构造

### 車站樓層
本站共有两層，地面为大沙地东路、石化路以及其它建筑；地下一層為站廳；地下二層為5號綫月台。车站总建筑面积11,540.8平方米。
| 地下一层 | 站廳     | 售票機、客服中心、商店、警务室、安检设施 |  |  |
| 地下二层 | 2 站台   | █5号线 滘口方向（下站：大沙東）          |  |  |
|          | 岛式站台 |                                          |  |  |
|          | 1 站台   | █5号线 黄埔新港方向（下站：双沙）        |  |  |

### 站厅

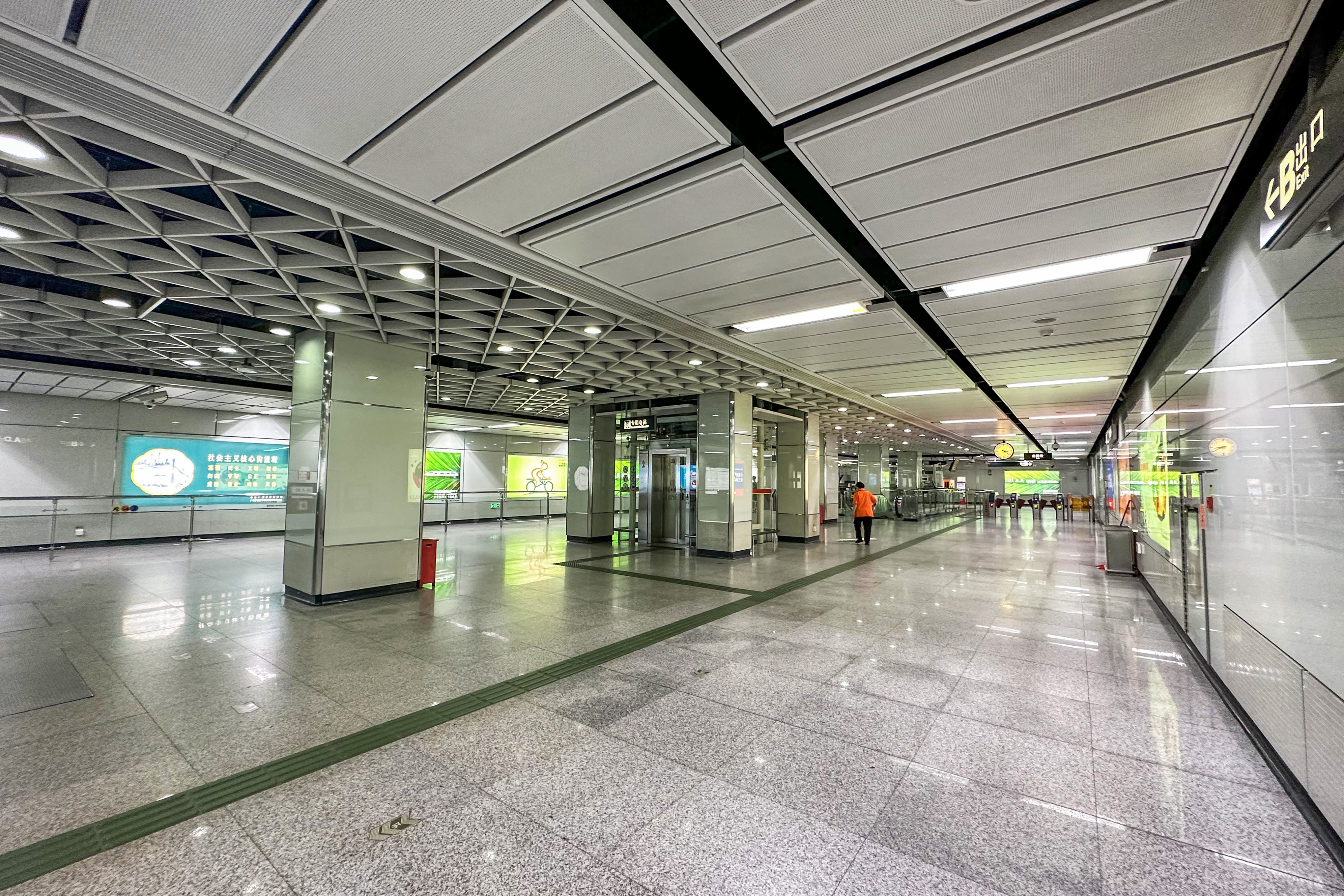
站厅

为方便行人进出，文冲站厅的中心南侧大部分地方被划分为收费区。站厅收费区设有三台扶手电梯、一组楼梯和一台专用电梯供乘客来往于站厅及月台层。
另外，文冲站设有鸭脖店以及自动售卖机。

### 月台
本站设有一个岛式月台，位于大沙地东路的地底。
本站东端设有一组双存车线，现时供5號線短线车通過該存车线折返，短线車在1號月台清客完成後，便會進入該组双存车线，折返到2號月台上客。在5号线东延段开通前，一般情况下会通过該组双存车线進行站后折返。另外，车站西端亦设有一条联络上下行正线的单渡线。
另外，本站月台东端、双存车线及正线部分原本规划时以明挖结构进行建设，但由于地面有一栋房屋因为拆迁补偿问题未及时解决，因此建设方将该隧道由之前的明挖结构建设更改为其暗挖结构进行建设。

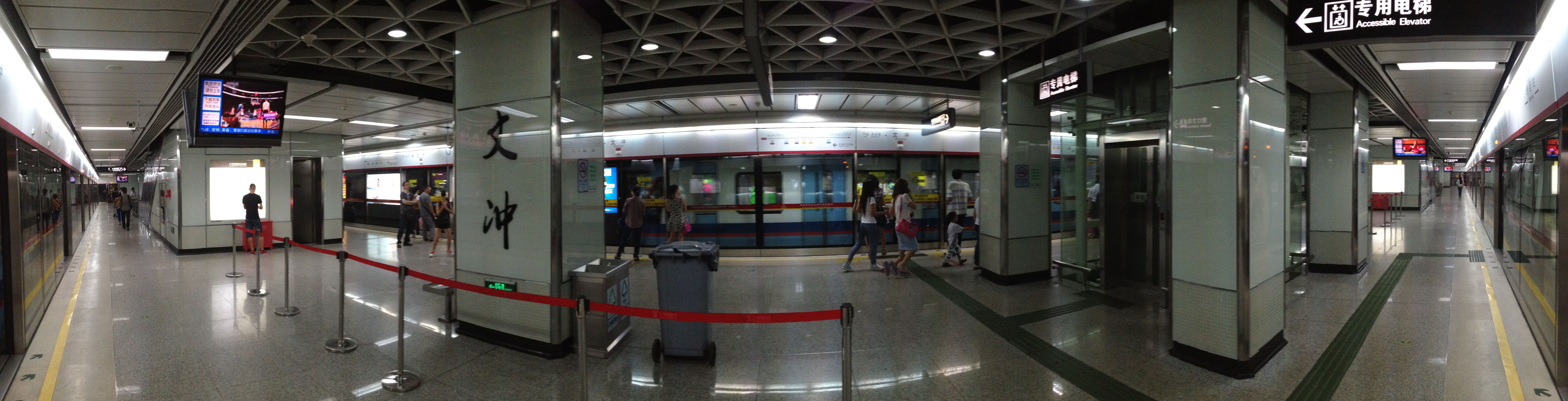
1号月台全景图（5号线黃埔新港方向）

### 出入口
文冲站现时共设有3个出入口；其中B出入口虽然地铁方面设置了盲道，但B出入口旁的行人道上没有设置盲道，稍有不便。
|                                                     |                                                           |      |            | |
| 編號                                                | 设施                                                      | 照片 | 出口指示   | 建議前往的目的地                                                                                         |
| A                                                   |                                                           |      | 大沙地東路 | 文冲市场公交车站、文冲村委公交车站（南行）                                                               |
| B                                                   | 盲道标志                                                  |      | 石化路     | 大沙地東路、地铁文冲站公交车站、石化生活区公交车站（北行）、文冲村委公交车站（北行）、地铁文冲站公交总站 |
| D                                                   | 盲道标志 · 轮椅升降台标志 · 无障碍通道标志 · 扶手电梯标志 |      | 石化路     | 石化路公交总站、石化生活区公交车站（南行）                                                               |
| 註： 設有 \| 設有 \| 設有輪椅升降台 \| 設有扶手電梯 |                                                           |      |            | |

## 接驳交通
| 普通巴士线路 \| 编号 \| 编号 \| 线路 \| 线路 \| 线路 \| 收费 \| 备注 \| \| ---- \| ----- \| ---------------------- \| --------------------- \| -------------------------------- \| --------------------- \| ---------------------------------------------------------------------- \| \| \| 210 \| 广州火车站（草暖公园） \| ⇆ \| 石化路 \| 3元 \| \| \| \| 320 \| 思蕴路（网易总部） \| ⇆ \| 大沙东（广州航海学院） \| 3元 \| \| \| \| 328 \| 天鹅谷（鹅山经济社） \| ↺ \| 长岭居小学（岭南林语） \| 2元 \| 30分/班 \| \| \| 357 \| 已于2024年6月29日停办 \| 已于2024年6月29日停办 \| 已于2024年6月29日停办 \| 已于2024年6月29日停办 \| 已于2024年6月29日停办 \| \| \| 360 \| 笔岗新村 \| ⇆ \| 地铁鱼珠站 \| 2元 \| 20–30分/班 \| \| \| 广369 \| （广州）黄埔体育中心 \| ⇆ \| （东莞）中大新华学院（东莞校区） \| 3元 \| 不大于15–30分/班 \| \| \| 377 \| 瑞东花园 \| ↻ \| 瑞东花园 \| 2元 \| \| \| \| 390 \| 華坑生態村 \| ⇆ \| 科学城南部公交場 \| 2元 \| 不大于15–30分/班 \| \| \| 432A \| 天坤三路 \| ⇆ \| 护林路东 \| 2元 \| \| \| \| 433 \| 已于2023年9月29日停办 \| 已于2023年9月29日停办 \| 已于2023年9月29日停办 \| 已于2023年9月29日停办 \| 已于2023年9月29日停办 \| \| \| 459 \| 已于2025年6月7日停办 \| 已于2025年6月7日停办 \| 已于2025年6月7日停办 \| 已于2025年6月7日停办 \| 已于2025年6月7日停办 \| \| \| 517 \| 天河公交场 \| ⇆ \| 石化路 \| 2元 \| \| \| \| 581 \| 长福路 \| ⇆ \| 黄埔东路（石化南路） \| 3元 \| \| \| \| 943 \| 萝岗香雪（梅花世界） \| ⇆ \| 黄埔东路（石化南路） \| 2元 \| 萝岗香雪（梅花世界）方向经水西路中，黄埔东路（石化南路）方向经香雪山南 \| \| \| B17 \| 广州火车东站 \| ⇆ \| 石化路 \| 2元 \| \| \| \| B29 \| 奥林匹克体育中心 \| ⇆ \| 博汇商业区 \| 2元 \| \| \| \| B30 \| 广纳院 \| ⇆ \| 南岗万达广场 \| 2元 \| \| \| \| B31 \| 黄埔东路（石化南路） \| ⇆ \| 开发区（珠江嘉园） \| 2元 \| \| \| \| 夜46 \| 奥林匹克体育中心 \| ⇆ \| 石化路 \| 4元 \| \| \| \| 夜73 \| 地铁双沙站 \| ⇆ \| 埔南路（翡翠绿洲） \| 3元 \| B26路附属线路 \| \| \| 夜104 \| 黄埔东路（石化南路） \| ⇆ \| 萝岗香雪（梅花世界） \| 3元 \| 经地铁萝岗站 339路附属线路 \| |       |                        |                       |                                  |                       |                                                                        |
| 编号 | 编号  | 线路                   | 线路                  | 线路                             | 收费                  | 备注                                                                   |
| | 210   | 广州火车站（草暖公园） | ⇆                     | 石化路                           | 3元                   |                                                                        |
| | 320   | 思蕴路（网易总部）     | ⇆                     | 大沙东（广州航海学院）           | 3元                   |                                                                        |
| | 328   | 天鹅谷（鹅山经济社）   | ↺                     | 长岭居小学（岭南林语）           | 2元                   | 30分/班                                                                |
| | 357   | 已于2024年6月29日停办  | 已于2024年6月29日停办 | 已于2024年6月29日停办            | 已于2024年6月29日停办 | 已于2024年6月29日停办                                                  |
| | 360   | 笔岗新村               | ⇆                     | 地铁鱼珠站                       | 2元                   | 20–30分/班                                                             |
| | 广369 | （广州）黄埔体育中心   | ⇆                     | （东莞）中大新华学院（东莞校区） | 3元                   | 不大于15–30分/班                                                       |
| | 377   | 瑞东花园               | ↻                     | 瑞东花园                         | 2元                   |                                                                        |
| | 390   | 華坑生態村             | ⇆                     | 科学城南部公交場                 | 2元                   | 不大于15–30分/班                                                       |
| | 432A  | 天坤三路               | ⇆                     | 护林路东                         | 2元                   |                                                                        |
| | 433   | 已于2023年9月29日停办  | 已于2023年9月29日停办 | 已于2023年9月29日停办            | 已于2023年9月29日停办 | 已于2023年9月29日停办                                                  |
| | 459   | 已于2025年6月7日停办   | 已于2025年6月7日停办  | 已于2025年6月7日停办             | 已于2025年6月7日停办  | 已于2025年6月7日停办                                                   |
| | 517   | 天河公交场             | ⇆                     | 石化路                           | 2元                   |                                                                        |
| | 581   | 长福路                 | ⇆                     | 黄埔东路（石化南路）             | 3元                   |                                                                        |
| | 943   | 萝岗香雪（梅花世界）   | ⇆                     | 黄埔东路（石化南路）             | 2元                   | 萝岗香雪（梅花世界）方向经水西路中，黄埔东路（石化南路）方向经香雪山南 |
| | B17   | 广州火车东站           | ⇆                     | 石化路                           | 2元                   |                                                                        |
| | B29   | 奥林匹克体育中心       | ⇆                     | 博汇商业区                       | 2元                   |                                                                        |
| | B30   | 广纳院                 | ⇆                     | 南岗万达广场                     | 2元                   |                                                                        |
| | B31   | 黄埔东路（石化南路）   | ⇆                     | 开发区（珠江嘉园）               | 2元                   |                                                                        |
| | 夜46  | 奥林匹克体育中心       | ⇆                     | 石化路                           | 4元                   |                                                                        |
| | 夜73  | 地铁双沙站             | ⇆                     | 埔南路（翡翠绿洲）               | 3元                   | B26路附属线路                                                          |
| | 夜104 | 黄埔东路（石化南路）   | ⇆                     | 萝岗香雪（梅花世界）             | 3元                   | 经地铁萝岗站 339路附属线路                                             |

## 利用状况
文冲站邻近石化生活区等住宅小区以及部分城中村，往東一公里亦有廣州航海學院。
由于附近的巴士站有多条前往开发区、黄埔区以东、萝岗一带等地的巴士线路，因此吸引部分东区的乘客在此接驳巴士前往上述地区，使得本站平日客流量较多，早晚高峰时期会翻倍。不过随着13号线开通，本站不再是唯一与巴士站接驳的地铁车站，因此进出站客流有所减少。
因应21号线后通段的开通加剧5号线早高峰的客流压力，本站自2019年12月18日起在工作日早高峰时期实施客流控制措施。目前本站的客流高峰时段为工作日早上7时30分至9时10分。

## 历史

### 规划与建设
文冲站最初在2003年方案中出现。5號綫规划时改為在茅崗立交南邊轉向東北接入大沙地路，然後沿大沙地路東西向西延伸，中途亦设置本站，当初规划名为文园站，位置与现时基本一致。
随后文冲站于2007年正式开工；2008年11月11日，车站主体结构封顶；2009年6月28日，本站正式三权移交；2009年12月28日，本站随5号线开通正式启用，并成為了5号线的东端终点站。直至2023年12月28日5号线东延段开通之後，本站变為5號線的中途站。

### 钉子户致使建设方案变更
本站东端車站主體双存车线及正线部分原本规划以明挖结构进行建设，但在其地面有一栋房屋，因为屋主对其拆迁补偿不满意，黄埔区建设局亦无法接受屋主开出过高的条件要求过高，因此无法对该房屋拆迁。为了确保五号线按时通车，地铁方面只能重新设计该隧道，将之前的明挖结构更改为暗挖结构建设。更改设计建设后，文冲站折返线钉子户暗挖隧道右线于2008年3月15日贯通。
车站启用后的4年内，大沙地东路延长线亦开通，但道路至该房屋时由六车道骤变为双向两车道，过往行人与车主怨声载道，亦因此被誉为“广州著名钉子户”。之后政府有关部门与屋主协调，达成了异地安置协议。2012年10月8日，房屋完成征拆。